# Gregory W. Henry
Gregory W. Henry este cercetător principal la Universitatea de Stat din Tennessee. Domeniile sale de cercetare includ astronomia automatizată cu telescoape robotizate, fotometrie de înaltă precizie, stele de tip solar, sisteme planetare extrasolare, stele active cromosferic, stele variabile pulsante și conexiunea Soare-Climată.
Consultați profilul ORCID de mai jos pentru o listă completă a publicațiilor.